# Stephanie Pohl
 Stephanie Pohl (Finsterwalde, 7 de maio de 1978) é ex-voleibolista indoor e jogadora de vôlei de praia alemã, que no vôlei de praia, foi medalhista de ouro no Campeonato Europeu em 2003 na Turquia e de bronze na edição 2005 na Rússia e semifinalista em 2008 na Alemanha.

## Carreira
Ela iniciou no voleibol de quadra em 1985, a competir a partir de 1988 e migrou para a praia em 1997. Na temporada de 1998 estreou no circuito mundial ao lado Martina Stoof nos Abertos de Vasto e Espinho. No ano de 1999 formou dupla com Ines Pianka foram segundas colocadas no Challenge de Portici e terminaram na sétima posição no Campeonato Europeu de Voleibol de Praia em Palma de Maiorca e pelo Circuito Mundial finalizaram na décima terceira colocação nos Abertos de Toronto e Osaka, ainda terminaram na décima sétima posição nos Abertos de Dalian e Salvador.  
Na temporada de 2000, esteve com Ines Pianka em boa parte dos eventos do circuito mundial, e concluiram em nono lugar no Aberto de Berlim, a décima terceira colocação nos Abertos de Rosarito, Toronto, Marselha, Osaka e Dalian, também a décima sétima posição nos Abertos de Cagliari e Toronto, e no Grand Slam de Chicago, e no mesmo circuito esteve com Okka Rau no Aberto de Fortaleza terminou na décima sétima posição.
Em 2001, com essa nova parceira, alcançaram o vice-campeonato no Campeonato Alemão e terminaram na décima sétima colocação ao lado no Campeonato Mundial em Klagenfurt, pelo circuito mundial, terminaram na sétima posição no Aberto de Osaka, na nona posição no Aberto de Gstaad e no Grand  Slam de Marselha, e ainda terminaram em nono nos Jogos da Boa Vontade de 2001 em Brisbane.
Com Okka Rau cometiu em 2002, sagraram-se campeãs nacionais e pelo circuito mundial, como melhor desempenho, tiveram o quinto lugar nos Abertos de Madrid e Osaka, o nono posto no Grand Slam de Marselha e nos Abertos de Gstaad, Montreal, Maiorca e Vitória. Em 2003, com Okka Rau,sagrou-se medalhista de ouro no Campeonato Europeu de 2003 em Alânia, ainda terminaram em nono no Campeonato Mundial no Rio de Janeiro, e pelo circuito mundial, obtiveram o quinto posto nos Grand Slams de Berlim, Marselha e Los Angeles, e como outros melhores resultados, terminaram em nono nos Abertos de Osaka, Lianyungang e Milão.
Ao lado de Okka Rau, foi vice-campeã do campeonato alemão, também terminou em quinto no Campeonato Europeu de 2004 em Timmendorfer Strand, e no circuito mundial terminaram em nono no Aberto de Fortaleza e no Grand Slam de Klagenfurt, em sétimo nos Abertos de Xangai, Stavanger e Maiorca, disputaram juntas pela primeira vez, a edição dos Jogos Olímpicos de Verão de 2004 em Atenas, e finalizaram na quinta colocação.
No Campeonato Europeu de 2005 em Moscou, conquistou em companhia de Oka Rau a medalha de bronze, foi vice-campeã do campeonato alemão, e disputaram o Campeonato Mundial de 2005 em Berlim, quando terminaram em nono lugar.No Circuito Mundial de 2005 conquistaram o primeiro pódio terminando com o bronze no Aberto de Milão, ainda obtiveram o sétimo posto no Aberto de Xangai e no Grand Slam de  Stavanger.
Em 2006, finalizou no terceiro posto no campeonato nacional e isto ao lado de Okka Rau, com quem terminou em quinto lugar no Campeonato Europeu de Haia, e competindo no circuito mundial, terminaram em quarto lugar no Aberto de Montreal e no Grand Slam de Stavanger, a medalha de bronze no Grand Slam de Klagenfurt.
Na temporada de 2007, mais uma esteve com Okka Rau,conquistando o nono lugar no Campeonato Europeu de 2007 em Valência, semifinalistas no Aberto de Kristiansand, terminaram em quinto lugar no Campeonato Mundial de Gstaad, e no circuito mundial conquistaram  o nono posto no Aberto de Sentosa e no Grand Slam de Klagenfurt, na sétima posição no Aberto de Varsóvia, quinto posto no Grand Slam de Stavanger e no Aberto de Marselha.
Com Okka Rau, foi semifinalista do Campeonato Europeu de 2008 em Hamburgo, qualificaram-se para a Olimpíada de Pequim de 2008, e nesta competição terminaram em nono lugar, nos eventos do circuito mundial, elas obtiveram o primeiro ouro no Aberto de Marselha, terminaram ainda em nono no Grand Slam de Moscou, na sétima posição no Aberto de Barcelona e quinta sétima posição nos Grand Slam de Berlim e Stavanger. 
No Campeonato Mundial de 2009 em Stavanger, estiveram em juntas, e conquistaram a décima sétima posição, mesmo feito obtido nos Abertos de Seul, Kristiansand, Aland e Barcelona, nos Grand Slams de Gstaad, Moscou e Marselha, o décimo terceiro posto no Aberto de Stare Jabloki e no Masters de Berlim, e o nono lugar no Grand Slam de Klagenfurt. E num evento nacional chegou atuar ao lado de Ruth Kolokotronis, a parceria com Okka Rau chega ao fim e decidecursar a faculdade de Direito e aosentou-se da modalidade.

## Títulos e resultados
- Aberto de Marselha do Circuito Mundial de Vôlei de Praia de 2008
- Grand Slam de Klagenfurt do Circuito Mundial de Vôlei de Praia de 2007
- Aberto de Milão do Circuito Mundial de Vôlei de Praia de 2005
- Aberto de Kristiansand do Circuito Mundial de Vôlei de Praia de 2007
- Grand Slam de Stavanger do Circuito Mundial de Vôlei de Praia de 2007
- Aberto de Montreal do Circuito Mundial de Vôlei de Praia de 2007
- Campeonato Europeu  de Vôlei de Praia:2008